# Animomyia smithii
Animomyia smithii là một loài bướm đêm trong họ Geometridae.